# Stade du Brügglifeld
 (avril 2020).
Si vous disposez d'ouvrages ou d'articles de référence ou si vous connaissez des sites web de qualité traitant du thème abordé ici, merci de compléter l'article en donnant les références utiles à sa vérifiabilité et en les liant à la section « Notes et références ».
Le stade du Brügglifeld est un stade qui est situé à Aarau, en Suisse, dans lequel évolue le FC Aarau.

## Histoire
Au cours des 22 premières années qui ont suivi la création du club, le 26 mai 1902, le FC Aarau a joué tous ses matches à domicile à l'Aarauer Schachen. Il n'y avait ni buts, ni clôtures, ni vestiaires et il fallait les installer et démonter les premiers à chaque match. Après que la communauté locale d'Aarau a donné le feu vert à la construction d'un terrain de football au Brügglifeld, certains membres et amis du club ont fondé une coopérative pour la construction et le financement de l'installation. Le 12 octobre 1924, le nouveau stade de Brügglifeld a été inauguré par un match amical contre le FC Zurich, champion de Suisse en titre.
Neuf décennies plus tard, l'apparence du stade a changé de façon spectaculaire. Le 22 septembre 1929, la tribune en bois du Brügglifeld brûle complètement, mais elle peut être reconstruite en deux mois. En 1982, la tribune principale, qui existe encore aujourd'hui, a été inaugurée après une période de construction d'environ un an. Elle a été suivie, dans les années 1990, par une tribune supplémentaire en tubes d'acier, qui a été reconstruite en 2010 après la relégation de l'équipe en Challenge League. Les rampes d'accès avaient déjà fait l'objet d'une rénovation complète au préalable et les systèmes de gazon et de drainage ainsi que l'éclairage ont également été remplacés, ce qui, avec le temps, ne répondait plus aux exigences des producteurs de télévision. En 2003, la clôture de sécurité le long des rampes d'accès, qui était en place depuis plusieurs années, a été démolie remplacée par un filet de protection. Seul le secteur des visiteurs est encore clôturé en raison des exigences de la Ligue.

## Événements
En 1987, l'équipe de Suisse y dispute un match amical :
| Match amical                            | Suisse     | 1 - 0   | Israël | Brügglifeld, Aarau                                  |                                                     |
| 19 mai 1987 · Historique des rencontres | Bonvin 66e | (0 - 0) |        | Spectateurs : 3 500 Arbitrage : Alphonse Constantin | Spectateurs : 3 500 Arbitrage : Alphonse Constantin |
| 19 mai 1987 · Historique des rencontres | Rapport    |         |        | Spectateurs : 3 500 Arbitrage : Alphonse Constantin | Spectateurs : 3 500 Arbitrage : Alphonse Constantin |